# G Kembang Baru
G Kembang Baru is een bestuurslaag in het regentschap Musi Rawas van de provincie Zuid-Sumatra, Indonesië. G Kembang Baru telt 680 inwoners (volkstelling 2010).